# Волно
 Тази статия е за селото в Област Благоевград.  За заличеното село вижте Волно (Разградско).  
Во̀лно е село в Югозападна България. То се намира в община Петрич, област Благоевград. До 1951 г. носи името Робово.

## География
Село Волно се намира в планински район.

## История
Всички местни християни са под ведомството на Българската екзархия. По данни на секретаря на Екзархията Димитър Мишев („La Macédoine et sa Population Chrétienne“) в 1905 година в Робово (Robovo) има 384 българи екзархисти.
До 1947 година Робово е махала на бившето сборно село Игуменец.

## Население

### Етнически състав
Преброяване на населението през 2011 г.
Численост и дял на етническите групи според преброяването на населението през 2011 г.:
|                     | Численост |
| Общо                | 18        |
| Българи             | 18        |
| Турци               | -         |
| Цигани              | -         |
| Други               | -         |
| Не се самоопределят | -         |
| Неотговорили        | -         |